# Aromatyzery
Aromatyzery – bakterie mlekowe wytwarzające substancje o przyjemnym zapachu, które nadają aromat produktom mlecznym otrzymywanym po fermentacji mlekowej, np. serom, masłu lub jogurtom.